# 成城大学の人物一覧
成城大学の人物一覧（せいじょうだいがくのじんぶついちらん）は、成城大学に関係する人物の一覧記事。

## 現職教職員・名誉教授
- 浅井良夫 - （経済学部教授・日本経済史）
- 麻田雅文 - （法学部教授・国際政治史）
- 池田雅則 - （法学部教授・民法）筑波大学教授、名古屋大学教授を経て現職
- 石川弘義 - （名誉教授・社会心理学）元大衆文学研究会会長
- 指宿信 - （法学部教授・刑事訴訟法）
- 岩崎尚人 - （経済学部教授・国際経営論）産業能率大学大学院兼任教員 立教大学大学院兼任教員
- 上杉富之 - （文芸学部教授・社会人類学） 日本文化人類学会理事 国立民族学博物館助教授を経て現職
- 小田亮 - （文芸学部教授・文化人類学） 構造主義の研究、著書に『レヴィ＝ストロース入門』等
- 神田範明 - （経済学部教授・経営統計学、商品開発論）名古屋商科大学教授を経て現職 日経品質管理文献賞 日本品質管理学会副会長
- 木畑洋一 - （名誉教授・国際関係論） 東京大学教養学部長・大学院総合文化研究科長を経て現職 『帝国のたそがれ』で大平正芳記念賞を受賞(1997)
- 木村周市朗 - （経済学部教授・社会保障論）第95回日本学士院賞受賞(2005)
- 小林義武 - （文芸学部教授・音楽学） ヨハン・ゼバスティアン・バッハの研究を行い、芸術選奨文部科学大臣賞
- 境新一 - （経済学部教授・経営管理論、ベンチャービジネス論他を担当）
- 福光寛 - （経済学部教授・証券市場論、財務管理論） 立命館大学教授を経て現職
- 毛利三彌 - （名誉教授・演劇学）元日本演劇学会会長、湯浅芳子賞、大学設置・学校法人審議会専門委員(平成14年度)
- 町村泰貴 - （法学部教授・民事訴訟法）
- 村上裕章 - （法学部教授・行政法）
- 村本孜 - （監事、名誉教授・経済学）金融庁参与、中小企業基盤整備機構副理事長
- 森川俊孝 - （名誉教授・国際法）安達峰一郎記念賞受賞、法務省難民審査参与員
- 森暢平 - （文芸学部教授・ジャーナリズム論、自主マスコミ講座を担当）毎日新聞記者を経て現職
- 山田剛志 - （法学部教授・商法）トップカルチャー監査役、日本瓦斯監査役
- 山本輝之 - （理事、名誉教授・刑法、医事法）名古屋大学教授、明治学院大学教授を経て現職
- 油井雄二 - （理事長、学園長、元学長、経済学部教授・財政学）第1回NIRA大来政策研究賞受賞(2000)

## 出身者
政治、経済、学術、文化・芸能等各界に卒業生を輩出している。

### 政界
- 池田佳隆 - 元衆議院議員（自民党）愛知3区、内閣府副大臣、文部科学副大臣
- 魚住汎英 - 元参議院議員、元衆議院議員（自民党）比例区、元防衛政務次官
- 江藤拓 - 衆議院議員（自民党）宮崎2区、元農林水産大臣、元内閣総理大臣補佐官
- 小野信一 - 元衆議院議員（社会党）、元釜石市長
- 小渕優子 - 衆議院議員（自民党）群馬5区、元経済産業大臣、元内閣府特命担当大臣（男女共同参画担当）
- 山口晋 - 元衆議院議員（自民党）埼玉10区、元内閣官房長官秘書官
- 小宮山洋子 - 元衆議院議員（民主党）、元厚生労働大臣、元内閣府特命担当大臣（少子化対策担当）
- 倉田寛之 - 元参議院議員（自民党）千葉選挙区、元参議院議長、元自治大臣、元国家公安委員会委員長
- 寺島義幸 - 元衆議院議員（民主党）長野3区、元長野県議会議長
- 中山泰秀 - 元衆議院議員（自民党）大阪4区、元外務副大臣
- 羽田孜 - 元衆議院議員（自民党、新生党、新進党、太陽党、民政党、民主党、民進党）長野3区、第80代内閣総理大臣、元新生党党首、元太陽党党首、元民政党代表
- 藤井孝男 -元 衆議院議員（自民党、日本維新の会、次世代の党）、元参議院議員（自民党、たちあがれ日本等）岐阜選挙区、元運輸大臣
- 柳澤光美 - 元参議院議員（民主党）比例区、元経済産業副大臣、民主党副幹事長
- 山崎結子 - 青森県外ヶ浜町長
- 花塚隆志 - 栃木県さくら市長、元栃木県議会議員
- 田辺篤 - 山梨県甲州市長、元山梨県議会議員
- 平山耕三 - 高知県南国市長、元南国市副市長
- 篠崎鉄男 - 元熊本県宇城市長、元熊本県議会議員

### 財界
- 青木彰宏 - AOKIホールディングス社長
- 井手光裕 - リアラス社長、ラ・ピスタ新橋総責任者
- 稲山孝英 - ヤナセ社長
- 大坪愛雄 - ジーエス・ユアサコーポレーション社長
- 小巻亜矢 - 株式会社サンリオエンターテイメント代表取締役社長、サンリオピューロランド館長
- 高原豪久 - ユニ・チャーム社長、日本経営協会会長、日本衛生材料工業連合会会長
- 武居哲彦 - アイ・ティー・エックス社長
- 田中豊 - アートグリーン創業者・社長
- 円谷皐 - 円谷プロダクション社長
- 鶴見尚也 - セガ社長、CAセガジョイポリス会長、セガサミーゴルフエンタテインメント会長
- 豊田皓 - フジテレビジョン社長、日本民間放送連盟副会長
- 原康晴 - 日本コロムビア社長
- 普川光男 - 日清製油社長、藍綬褒章
- 前田健司 - 燦キャピタルマネージメント創業者・社長
- 宮島和美 - ファンケル社長、日本通信販売協会会長、成城学園理事長
- 村井説人 - Niantic日本法人社長、Googleマップパートナーシップ日本統括部長
- 諸橋友良 - ゼビオホールディングス社長
- 八木康行 - 日本マクドナルドホールディングス社長、リンガーハット社長
- 柳澤安慶 - ファンコミュニケーションズ創業者・社長
- 山田茂 - コスモエネルギーホールディングス社長
- 山本敏雄 - 京王百貨店社長
- 綿貫勝介 - トナミ運輸社長、トナミホールディングス社長

### 学界
- 石原千秋 - 早稲田大学教育学部教授、やまなし文学賞
- 大月隆寛 - 国立歴史民俗博物館元助教授、国際日本文化研究センター元客員助教授
- 小泉凡 - 島根県立島根女子短期大学教授、焼津小泉八雲記念館名誉館長、民俗学者
- 後藤文子 - 慶應義塾大学文学部教授、慶應義塾大学アート・センター副所長、国立新美術館評議員
- 神元隆賢 - 北海学園大学法学部教授
- 斎藤英喜 - 佛教大学歴史学部教授、国文学・神話学、古事記出版大賞
- 齋藤真麻理 - 国文学研究資料館教授、総合研究大学院大学日本文学研究コース長、説話文学会委員
- 佐々木百合 - 明治学院大学経済学部教授、金融審議会委員、明治安田生命保険取締役、三菱HCキャピタル取締役
- 椎野若菜 - 東京外国語大学アジア・アフリカ言語文化研究所准教授
- 塩沢一平 - 二松學舎大学文学部国文学科教授
- 篠原章 - 大東文化大学環境創造学部教授
- 白水繁彦 - 武蔵大学名誉教授、駒澤大学名誉教授、社会学者、CNNデイブレイクキャスター
- 関満博  - 一橋大学名誉教授、サントリー学芸賞、大平正芳記念賞特別賞、エコノミスト賞、中小企業研究奨励賞特賞
- 三浦佑之 - 千葉大学名誉教授、角川財団学芸賞、上代文学会賞、古代歴史文化賞みやざき賞、立正大学蘊奥本賞
- 近藤一弥 - 東北芸術工科大学デザイン工学部教授、グラフィックデザイナー、装幀家、桑沢賞
- 杉山崇 - 神奈川大学人間科学部教授・心理相談センター所長、心理学者、神奈川大学学術褒章

### 文学
- 永千絵 - 映画評論家
- 荻原浩 - 小説家（直木賞受賞）
- 小澤實  - 俳人
- 小野俊太郎 - 文芸評論家
- 勝見洋一 - 作家、評論家
- 鴻巣友季子 - 翻訳家
- 小中千昭 - 脚本家、作家
- 斎藤美奈子 - 文芸評論家
- 佐佐木定綱 - 歌人
- 佐藤亜紀 - 小説家
- 佐藤哲也 - 小説家
- 椎名桜子 - 小説家、写真家
- 柴田勝家 - SF作家
- 鉄矢多美子 - 作家、スポーツライター
- 向風見也 - 作家、スポーツライター
- 辻仁成 - 小説家 （芥川賞受賞）、歌手、映画監督。中退。
- 筒井ともみ - 脚本家、作家
- 晴香葉子 - エッセイスト、心理カウンセラー
- 宮脇灯子 - 作家
- 村岡恵理 - 作家、『アンのゆりかご』（NHK連続テレビ小説『花子とアン』の原案）作者
- 吉元由美 - 作詞家、エッセイスト、小説家
- 武田砂鉄 - フリーライター

### 映画・芸能
- 赤木圭一郎 - 俳優 ※在学中に交通事故のため死去
- 住吉正博 - 俳優
- 田村正和 - 俳優
- 田村亮 - 俳優
- 西條康彦 - 俳優
- 丹波義隆 - 俳優
- 松澤一之 - 俳優
- 金田賢一 - 俳優
- 髙嶋政宏 - 俳優
- 高嶋政伸 - 俳優
- 石黒賢 - 俳優
- 及川光博 - 俳優、歌手
- 峠恵子　- シンガーソングライター
- 小澤征悦 - 俳優
- えなりかずき - 俳優、タレント
- 橋本一郎　- 俳優
- 岩下志麻 - 女優（中退）
- 大川栄子 - 女優
- 大島さと子 - キャスター、タレント、女優
- 岡幸恵 - 元女優
- 児島未散 - 女優、歌手
- 鈴木保奈美 - 女優
- 鶴田真由 - 女優
- 伊藤裕子 - 女優
- 戸田麻衣子 - 元女優
- 永岡真実 - タレント
- 木村佳乃 - 女優（中退）
- 山口もえ - タレント、女優
- 武下公美 - 女優、タレント
- 野村佑香 - 女優、タレント
- 小川あん - 女優
- 七緒はるひ - 声優
- 池澤春菜 - 声優、タレント（中退）
- 鈴木絵理 - 声優、タレント
- 小野ヤスシ - タレント
- 黒田知永子 - ファッションモデル、タレント、コメンテーター
- ミンキー・ヤス（岩崎康雄） - タレント
- 上野ゆい - タレント
- 宮崎瑠依 - タレント
- 相田周二 - お笑い芸人（三四郎）
- 黒沢久雄 - ミュージシャン、映画プロデューサー
- 市川壱盛 -ミュージシャン、ロックバンドNo Buses、アセロラローラースケート(ロラロラ)の元ドラマー
- ミッキー・カーチス（五十嵐 信次郎）- 俳優、ミュージシャン、音楽プロデューサー
- 小松久 - 作詞作曲家、ミュージシャン、音楽プロデューサー（元ヴィレッジ・シンガーズ)
- 村松健 - 作曲家、ピアニスト、マルチプレーヤー
- 山石敬之 - 音楽家
- 小宮山雄飛 - 音楽家（ホフディラン）
- 柳原陽一郎 - 音楽家（元たま）
- 森山直太朗 - 音楽家
- 三浦祐太朗 - 音楽家（Peaky SALT）
- 大林宣彦 - 映画監督、文化功労者、紫綬褒章
- 吉村元希 - 映画監督、脚本家、漫画原作者
- 中村義洋 - 映画監督、脚本家
- 田中誠 - 映画監督
- 熊澤尚人 - 映画監督
- 門井肇 - 映画監督
- 細川徹 - 劇作家、放送作家、俳優
- 深作健太 - 脚本家、映画監督
- 福田雄一 - 劇作家、放送作家、映画監督
- 月川翔 - 映画監督
- ピストン西沢 - DJ、ディレクター
- 瓜生健 - テレビプロデューサー、日本テレビ放送網ICT戦略本部担当部次長
- 永山耕三 - テレビプロデューサー、フジテレビジョン役員待遇エグゼクティブディレクター
- 関谷正征 - テレビドラマプロデューサー、フジテレビジョンプロデューサー
- 杉山豊 - アニメーションプロデューサー、電通アニメ開発担当部長
- 町田義人 - 歌手
- 木下ココ - モデル
- 中村梨香 - モデル、女優
- 宮坂絵美里 - モデル
- 栗尾美恵子 - モデル
- 辻美里 - モデル
- ヤマダユウスケ - 俳優
- 長谷川みつ美 - ミス日本1973年度グランプリ→テレビキャスター・エッセイスト
- 藤井黎元 - 津軽三味線奏者
- 浜口順子 - タレント。第26回ホリプロタレントスカウトキャラバングランプリ。短期大学部卒
- 片山花菜 - タレント、モデル。経済学科卒
- 武藤十夢 - タレント（元AKB48）、女優、気象予報士。経済学部卒、大学院経済学研究科修了。
- 小園凌央 - 俳優
- 槙田紗子 - アイドル（元PASSPO☆）
- 栗原沙也加 ‐ 女優
- 辻凌志朗 - 俳優
- くまきもえ - ラジオパーソナリティ

### アナウンサー
- 吉田一之 - アナウンサー（NHK）
- 田中朋樹 - アナウンサー（NHK）
- 大坂敏久 - アナウンサー（NHK）
- 小倉淳 - フリーアナウンサー（元日本テレビ）、江戸川大学教授
- 永井美奈子 - フリーアナウンサー（元日本テレビ）、研究者
- 安東弘樹 - フリーアナウンサー（元TBS）
- 雨宮塔子 - フリーアナウンサー（元TBS）、エッセイスト
- 枡田絵理奈 - フリーアナウンサー（元TBS）
- 吉田明世 - フリーアナウンサー（元TBS）
- 上野由比- アナウンサー（セントフォース）
- 藤村さおり - アナウンサー（フジテレビ）
- 渡辺和洋 - アナウンサー（フジテレビ）
- 大島由香里 - フリーアナウンサー（フジテレビ）
- 水原恵理 - アナウンサー（テレビ東京）
- 田中瞳 - アナウンサー（テレビ東京）
- 桑原征平 - アナウンサー（元関西テレビ）
- 荒川戦一 - 元アナウンサー （中部日本放送）
- 吉住秀和 - 元アナウンサー （札幌テレビ放送）
- 千倉真理 - リポーター・文筆業
- 山本肇 - アナウンサー （新潟テレビ21）
- 三都井美衣 -元 アナウンサー（富山テレビ）
- 堀越純子 - 元アナウンサー（北陸放送）
- 遠藤里沙 - 元アナウンサー（文化放送、秋田放送）
- 大林奈津子 -フリーアナウンサー
- 目黒陽子 - フリーアナウンサー
- 井上彩子 - フリーアナウンサー
- 影島香代子 - フリーアナウンサー
- 竹重雅則 - アナウンサー（山口放送）
- 竹下栄梨子 - フリーアナウンサー
- 渡辺美佳 - アナウンサー（広島ホームテレビ）
- 高橋春花 アナウンサー(北海道テレビ放送)
- 細田阿也 - リポーター
- 三上智恵 - フリーアナウンサー（元琉球朝日放送、元毎日放送）
- 鬼頭里枝 - フリーアナウンサー（元静岡放送、元鹿児島読売テレビ）
- 小室早弥香 - フリーアナウンサー（元瀬戸内海放送）
- 笹岡樹里 - フリーアナウンサー（元四国放送）
- 鈴木理加 - アナウンサー（テレビ大阪）
- 又吉千幸 - キャスター（NHK沖縄放送局）
- 平松千花 - フリーアナウンサー（元テレビ山梨）
- 金山泉 - アナウンサー （毎日放送）
- 渡辺理奈恵 - フリーアナウンサー（元四国放送）
- 佐藤千晶 -フリー アナウンサー（元名古屋テレビ放送、元東日本放送）
- 實石あづさ - フリーアナウンサー（NHK放送センター契約キャスター、元新潟放送）
- 大松彰 - フリーアナウンサー、俳優
- 根岸佑輔 - アナウンサー（テレビ神奈川（tvk）、元テレビ山梨）
- 土谷映未 - フリーアナウンサー（元山梨放送）
- ハードキャッスル エリザベス - フリーアナウンサー（元山梨放送）

### その他
- 徳大寺有恒（杉江博愛） - 自動車評論家
- 徳川慶朝 - 15代将軍徳川慶喜の曾孫で、旧公爵家最後の当主／写真家
- 多田佳子 - 女流棋士 (将棋)
- 式場壮吉 - レーシングドライバー／病院経営
- 栗原はるみ - 料理研究家
- 五月女ケイ子 - イラストレーター
- 芥川貴之志 - デザイナー
- 中村元 - 水族館プロデューサー
- 荻上チキ - 評論家
- 杵島直美 - 料理研究家
- 斉藤光政 - ジャーナリスト
- 藤田晋一 - フリーライター、編集者
- 松岡究 - 指揮者
- 吉田幸弘 - コミュニケーションデザイナー、人財育成コンサルタント・上司向けコーチ、ビジネス書作家
- 竹中雅彦 - 元日本高等学校野球連盟事務局長
- 吉村祥子 - レスリング元世界チャンピオン
- 中西隆浩 - イラストレーター
- Taka-プロスピナー

## 旧制成城高等学校

### 出身者
- 安部公房 - 作家
- 柴田南雄 - 作曲家
- 尾高尚忠 - 指揮者・作曲家 / 中退
- 森田浩一郎 - 医学者、医学博士
- 森雅之 - 俳優
- 坂田道太 - 文部大臣、第64代衆議院議長
- 加藤一郎 - 法学者、成城学園名誉園長、東京大学総長東京大学名誉教授、初等学校から旧制高校まで成城学園。高校では坂田道太と同級
- 柏木雄介 - 財務官、東京銀行頭取・会長
- 小尾信弥 - 東大名誉教授 / 中学校から旧制高校まで成城学園
- 前田陽一 - 仏文学者
- 吉田秀和 - 仏文学者・音楽評論家
- 堤清二 - 実業家・作家・成城学園理事
- 大岡昇平 - 仏文学者・作家
- 安原喜弘 - 詩人、歌人 / 成城学園同窓会 初代事務局長
- 神吉拓郎 - 小説家、直木賞受賞
- 日高敏隆 - 動物行動学者、京大名誉教授、総合地球環境学研究所所長
- 中村哲 - 政治学者、法政大学総長
- 斎藤眞 - 政治学者
- 林知己夫 - 元統計数理研究所所長・統計数理研究所名誉教授
- 河竹登志夫 - 演劇学者、早稲田大学名誉教授
- 中村雄二郎 - 哲学者、明治大学名誉教授
- 矢崎光圀 - 法哲学者、大阪大学名誉教授、矢崎滋の叔父
- 堀川弘通 - 映画監督
- 中路雅弘 - 日本共産党衆議院議員
- 高橋豊二 - ベルリンオリンピックサッカー日本代表
- ジョン・F・アイソ - アメリカ陸軍中佐・裁判官・弁護士、日系二世
- 副島輝人 ジャズ評論家、プロデューサー